# Bezzia transitiva
Bezzia transitiva är en tvåvingeart som beskrevs av Remm 1974. Bezzia transitiva ingår i släktet Bezzia och familjen svidknott. Inga underarter finns listade i Catalogue of Life.